# United Utilities
Unites Utilities est une entreprise britannique de gestion de l'eau faisant partie de l'indice FTSE 100.

## Activités
United Utilities PLC est spécialisé dans le traitement et la distribution d'eau. Le groupe propose des prestations de traitement des eaux usées et de distribution de l'eau potable (1 700 millions de litres d'eau distribués par jour en 2018/19, servant 7,2 millions de foyers et d'entreprises).
La quasi-totalité du CA est réalisée au Royaume-Uni.

## Principaux actionnaires
Au 10 octobre 2021:

| Lazard Asset Management Pacific                 | 6,57% |
| Legal & General Investment Management           | 3,30% |
| BlackRock Fund Advisors                         | 3,02% |
| The Vanguard Group                              | 3,01% |
| Norges Bank Investment Management               | 2,97% |
| BlackRock Advisors (UK)                         | 2,62% |
| Pictet Asset Management                         | 2,38% |
| Magellan Asset Management                       | 2,15% |
| M&G Investment Management                       | 2,04% |
| Amundi Asset Management (Investment Management) | 2,02% |